# Nérée Boubée
Nérée· Boubée (1806-1862) fue un naturalista, entomólogo, geólogo, escritor, y enseñante en la Universidad de París, miembro de la Sociedad entomológica de Francia (SEF).

## Biografía
Fundó, en 1845, un comercio de historia natural (de colecciones entomológicas, minerales, fósiles, plantas, materiales científicos) así como una editorial que existe aún. El comercio de historia natural, originalmente fundado bajo la razón social Eloffe & Cie, denominación luego complementada como Comptoir Central d'Histoire Naturelle y en cuyo signo está presente Nérée Boubée, proporcionando a las escuelas (del Sistema educativo francés) y a universidades materiales pedagógicos, y estrechamente en relación con el Museo Nacional de Historia Natural (MNHN) para permitir que algunos de sus visitantes conocieran algunas partes en particular.
Un verdadero entusiasta, con una curiosidad insaciable, dedicándole casi toda su vida a la observación y el análisis científico, con los medios de su tiempo, sobre la naturaleza. Así, en su tiempo, contribuyó a mejorar los conocimientos en áreas tales como la geología, las impresiones de plantas y animales, los estratos geológicos, y la cristalografía.
También fue el diseñador de un microscopio que lleva su nombre.
Acumuló numerosas colecciones, especialmente entomológicas y de minerales (de esas colecciones, que constituían el fondo de su comercio de historia natural, lo esencial de los minerales se hallan actualmente formando parte de la "Colección Mineralogía de la Sorbonne", y el resto de sus colecciones originales están dispersas en Luchon así como en amateurs estadounidenses), siendo autor de numerosas obras, todavía siendo referencia a la consideración hoy día, en el que registró todas sus obras.
En 1831, explora el célebre lago de Oô, para después crear los baños de Chalets de Saint-Nérée que existen hoy día en el valle de la Barousse.

## Obra
1831

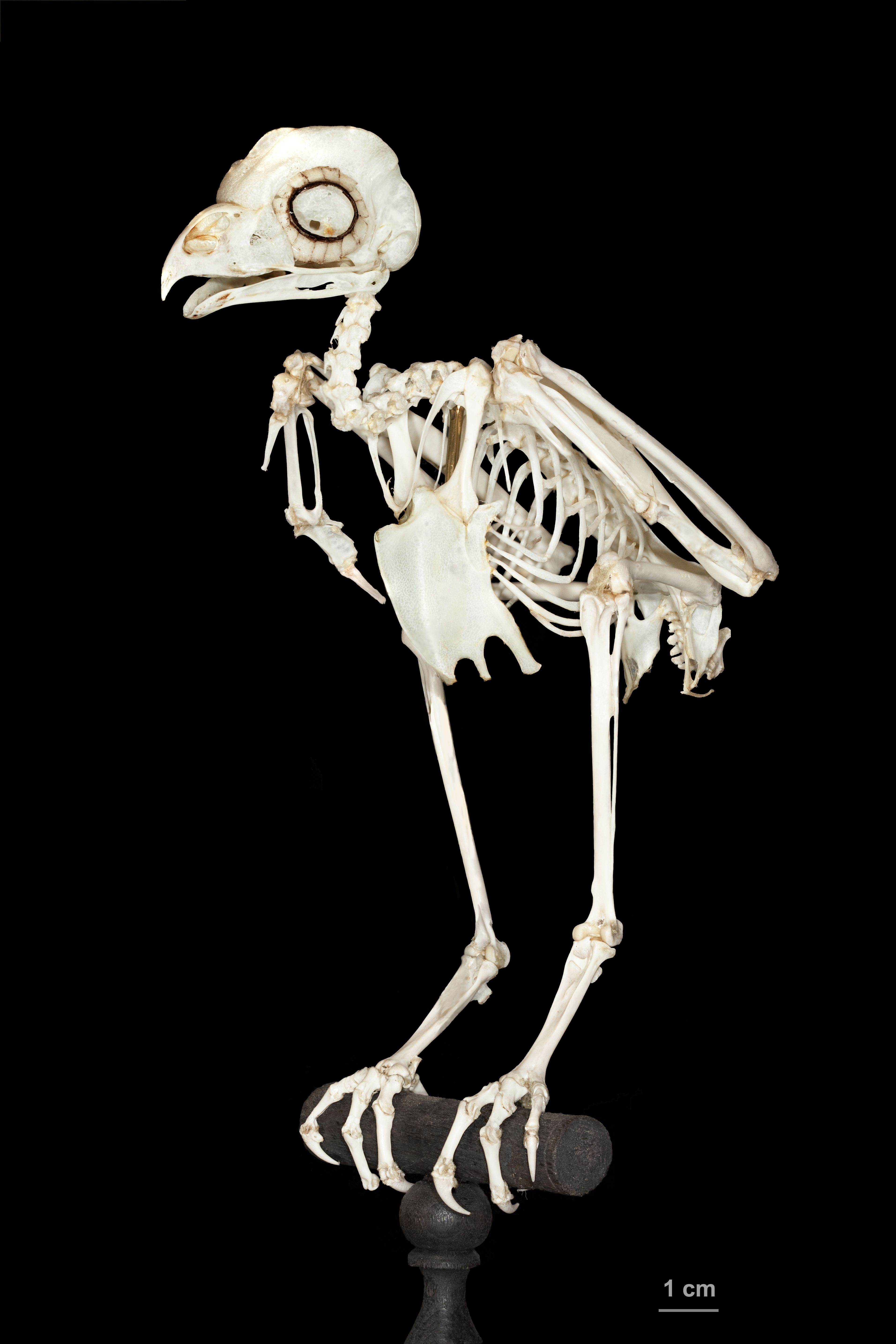
Ejemplo de trabajo realizado por N. Boubée - Esqueleto Strigidae - Muséum de Toulouse

- Promenade de Bagnères au lac d'Oô, estudio del valle del Larboust
- Cours complet d'études géologiques par des leçons et par des voyages, que se compone de 26 partes, sin haberse completado.

1832
- Relation des expériences physiques et géologiques faites au lac d'Oô, comprendiendo el itinerario del naturalista, de Bagnères-de-Luchon al lago

1833
- Géologie élémentaire à la portée de tout le monde, donde describe su teoría de los diluvios de origen cometario[8]

1835
- Deux promenades au Mont Dore, pour l'étude de la question des cratères de soulèvemens ... Número 3 de Bulletin d'histoire naturelle de France: Itinéraires. Editor au Bureau du Bulletin d'histoire naturelle de France, 90 pp.

1840
- La géologie dans ses rapports avec l'agriculture et l'économie politique... xx+116 pp. en línea

1842
- Géologie élémentaire appliquée à l'agriculture et à l'industrie, avec un Dictionnaire des termes géologiques, ou, manuel de géologie. Número 1 de Cours complet d'études géologiques. 4ª edición de Eloffe, 368 pp.

1844
- Los chemins de fer et l'amendement des terres: Note adressée à la Chambre des Deputés. Editor L. Hachette, 30 pp. en línea

1845
- Bains et courses de Luchon, guía para cursos y paseos

1846
- Geologia elementar applicada a' agricultura e industria: com hum diccionario dos termos geologicos, ou Manual de geologia. Coautor Jose Bonifacio de Andrada e Silva. Editor Typographia nacional, 200 pp.en línea

1852
- Cours de géologie agricole théorique et pratique. Bailly, Divry et Cie, 175 pp. en línea

1856
- Souvenir obligé de Luchon, lo más importante para ver en los alrededores de Luchon con el libro del museo